# Campus Guajara (Tranvía de Tenerife)
Campus Guajara es el nombre de una parada de la línea 1 del Tranvía de Tenerife. Se encuentra en el campus de Guajara de la Universidad de La Laguna, del cual toma su nombre, justo enfrente de la Facultad de Ciencias de la Información.
Se inauguró el 2 de julio de 2007, junto con todas las de la línea 1.

### Guaguas

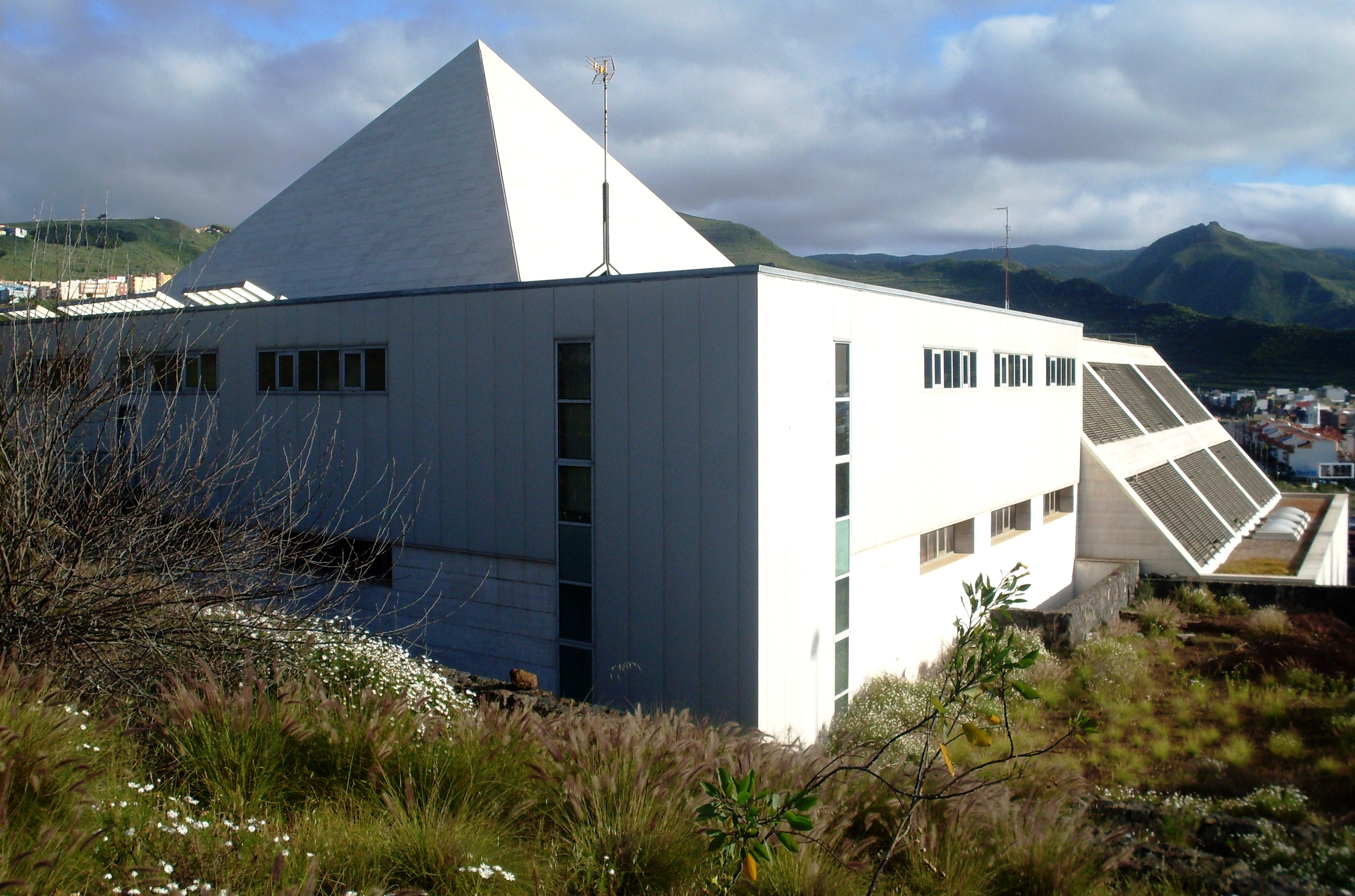
Vista sur de la Facultad de Ciencias de la Información de la Universidad de La Laguna frente a la parada del tranvía.

## Accesos
- Campus de Guajara

## Líneas y conexiones

### Tranvía
| Línea | Origen         | Destino     |
| ----- | -------------- | ----------- |
|       | Intercambiador | La Trinidad |

## Lugares próximos de interés
- Campus de Guajara
- Residencia Universitaria Parque de Las Islas
- Barrio de Finca España